# آنژیوگرافی
رگ‌نگاری یا آنژیوگرافی (به انگلیسی: Angiography) پرتونگاری از رگ‌های خونی، پس از پر کردن آن‌ها از مادهٔ حاجب، برای مشاهده و معاینهٔ دقیق آن‌ها است. این کار روشی برای تشخیص ٥ݥبار توسط پزشک پرتغالی آنتونیو اگاس مونیس (به پرتغالی: António Egas Moniz) برای رگ‌نگاری مخ به‌کار گرفته شد. اکنون رادیولوژیست‌ها و کاردیولوژیست‌ها با استفاده از این تکنیک، جراحی‌های تهاجمی بسیار ظریفی را در دستگاه گردش خون، به خصوص ورید اجوف تحتانی انجام می‌دهند.آنژیوگرافی بهترین روش تشخیص بیماران ایسکمیک قلبی است.

## روش کار
آنژیوگرافی روندی است که دقیق‌ترین اطلاعات ممکن از عروق را تهیه و قبل از عمل در اختیار جراح قرار می‌دهد. بر پایه این اطلاعات، جراح می‌تواند برخی از بیماری‌ها را بدون نیاز به عمل جراحی باز، درمان کند و در صورت نیاز به عمل باز، این اطلاعات، جراح را در انجام سریع و دقیق این امر یاری می‌رساند. امروزه آنژیوگرافی به منظور تشخیص، به صورت سرپائی از دو طریق کشالهٔ ران و مچ دست انجام می‌گیرد. ابتدا از طریق یک کاتتر که وارد فضای داخل عروقی شده‌است و تا مبدأ عروق مورد بررسی هدایت شده‌است مادهٔ حاجب به ابتدای رگ مورد بررسی تزریق می‌شود و سپس تصویربرداری رادیوگرافی انجام می‌شود. عروق دچار تنگی یا اتساع یا انسداد در تصویر کاملاً مشخص هستند. درحقیقت آنژیوگرافی، روش استاندارد طلایی برای تشخیص تنگی‌ها یا سایر اختلالات عروقی است.
در حین انجام آنژیوگرافی ممکن است از بیمار چند کار خواسته شود به عنوان مثال: نفس عمیق بکشد، نفس خود را نگه دارد، سرفه کند یا موقعیت دست خود را تغییر دهد. در زمان آنژیو، الکترودهای روی سینه برای ثبت نوار مغزی به بیمار وصل هستند. همچنین ممکن است مواد ضد انعقاد برای اجتناب از انعقاد خون به بیمار تزریق گردند.
بیمار هنگام آنژیوگرافی هوشیار بوده و تمام مراحل را می‌تواند مشاهده کند. انجام آنژیوگرافی حدود یک ساعت طول می‌کشد که شامل مراحل قبل و بعد از آن نیز است.
اساس x-ray angiography مشابه x-rayهای معمولی است. تنها تفاوت آنژیوگرافی با x-ray در این است که اشعه X میرا شده توسط تشدیدکننده‌های تصویر و نتایج تصویر با TV camera نمایش داده می‌شود. در سیستم‌های آنژیوگرافی جدید، هر فریم از سیگنال TV آنالوگ به فریم دیجیتال تبدیل شده و در حافظهٔ کامپیوتر ذخیره می‌شود.

## کاربردها
کاربرد آنژیوگرافی شناسایی عروق آسیب دیده و عروق گرفته یا تنگ شده‌است. این کار در نواحی مختلفی صورت می‌گیرد که رایج‌ترین آن‌ها عروق قلبی است (بررسی وضعیت ورید اجوف تحتانی). البته در عروق مغزی یا محیطی نیز گاه آنژیوگرافی صورت می‌گیرد.

## مراقبت‌ها
مراقبت‌های قبل از آنژیوگرافی:
1. روز قبل استحمام کرده و موهای زائد کشاله ران تمیز شود.
2. صبح روز آنژیوگرافی از مصرف مواد غذایی اجتناب شود.

۳- مصرف داروها تحت نظر پزشک ادامه یابد.
مراقبت‌های بعد از آنژیوگرافی:
1. حداقل به مدت ۲۴ ساعت روی تخت استراحت شود.
2. تا ۱۲ ساعت از خم کردن عضوی که جهت آنژیوگرافی به کار رفته‌است (مفصل ران یا مچ دست) خودداری شود.
3. پس از ترخیص، به ندرت قدم بزنید.
4. توصیه می‌شود تا چند روز از انجام فعالیت‌های شدید و ناگهانی خودداری شود.
5. چنانچه درد و تورم در محل آنژیوگرافی وجود داشت، می‌توان از کورتون استفاده کرد. همچنین کمپرس گرم بلا مانع است. اگر درد و تورم شدید بود، به پزشک مراجعه شود.
6. سی‌دی و جواب آنژیوگرافی را از بخش آنژیو تحویل گرفته و در مراجعات بعدی همراه داشته باشید.
7. پس از آنژیوگرافی، جهت جلوگیری از خونریزی در زمان خروج کاتتر، بایستی در ناحیهٔ ورود کاتتر برای مدت تقریباً یک ساعت فشار وارد شود.

## عوارض
انجام این بررسی نیاز به دو روز بستری شدن دارد ولی انجام آن دقایقی بیش به طول نمی‌انجامد و معمولاً بیمار بدون عارضه‌ای خاص از بیمارستان مرخص می‌شود. اگر در حین عبور کاتتر بیمار دچار مشکل شود معمولاً می‌توان به سرعت داروهای لازم را به‌طور مستقیم به داخل قلب تزریق کرد و مشکل را رفع نمود. آنژیوگرافی قلب معمولاً روش بی‌خطری است.

## آنژیوگرافی مغز
آنژیوگرافی مغزی یک آزمایش تشخیصی است که در آن از اشعه ایکس استفاده می‌کنند. آنژیوگرافی مغزی می‌تواند به پزشک کمک کند تا به بررسی انسداد یا سایر اختلالات در رگ‌های خونی سر و گردن بیمار بپردازد.
انسداد یا ناهنجاری در مغز می‌تواند منجر به سکته مغزی یا خون‌ریزی در مغز شود. برای انجام این آزمایش، یک لوله پلاستیکی از راه برشی در بازو یا ران به شریان رفته و پس از رسیدن به محل مورد نظر ماده کنتراست ید در آنجا تزریق می‌شود.
مواد کنتراست به اشعه ایکس کمک می‌کند تا تصاویری واضح از رگ‌های خونی مغز ایجاد کند تا پزشک بتواند هر گونه انسداد یا ناهنجاری را شناسایی کند.

## فرایند انجام آنژیوگرافی از طریق دست
این روش نسبت به روشی که آنژیوگرافی از طریق کشاله ران انجام می‌شود جدیدتر است و عوارض کمتری دارد. برای مثال ریسک خونریزی در آن کمتر است و پس از انجام آنژیوگرافی نیاز به استراحت مطلق بودن بیمار نیست. همچنین نیازی به استفاده از کیسه شن پس از انجام آنژیوگرافی نیست.
برای انجام این فرایند، شما به پشت روی میز اشعهٔ ایکس دراز می‌کشید. به این دلیل که ممکن است در طی فرایند این میز کج شود، ممکن است تسمه‌های محافظ به پا و قفسهٔ سینه شما بسته شوند. دوربین اشعهٔ ایکس ممکن است در اطراف سر و قفسهٔ سینه شما حرکت کند تا از زاویه‌های فراوانی تصویر تهیه کند.
یک آنژیوکت در ورید بازوی شما وارد خواهد شد. ممکن است از طریق این آنژیوکت به شما آرام بخش تزریق شود تا کمک کند که آرام بمانید، همان‌طور که داروهای دیگر و مایعات به شما داده خواهند شد. ممکن است در طی فرایند خیلی خواب آلود باشید یا به خواب بروید، اما همچنان می‌توانید مقداری هوشیار باشید تا از دستورها پیروی کنید.
الکترودهایی که روی قفسهٔ سینه شما تعبیه می‌شوند، عملکرد قلبی شما را در طی فرایند نشان می‌دهند. کاف فشار خون، فشار خون شما را کنترل می‌کند و دستگاه دیگری، اکسیژن سنج، مقدار اکسیژن خون شما را اندازه‌گیری می‌کند.
ممکن است موهای محلی که کاتتر در کشالهٔ ران یا دست شما وارد خواهد شد را بتراشند. آن ناحیه شسته شده، ضدعفونی می‌شود و بعد از آن با یک بیحس‌کننده موضعی بی‌حس خواهد شد.
در محل ورود یک برش کوچک ایجاد خواهد شد، و یک لولهٔ کوچک پلاستیکی (غلاف) به درون شریان شما وارد خواهد شد. کاتتر از طرق این غلاف وارد شریان شما خواهد شد و با دقت به سمت قلب یا شریان کرونری شما فرستاده می‌شود.
فرستادن و حرکت کاتتر نباید دردناک باشد و نباید احساس کنید که در بدن شما حرکت می‌کند. اگر هر گونه ناراحتی داشتید به پزشک خود بگویید.
رنگ (مادهٔ کنتراست) به درون کاتتر تزریق خواهد شد. زمانی که این اتفاق می‌افتد، ممکن است احساس مختصر سوزش یا گرمی داشته باشید. اما دوباره، اگر درد یا ناراحتی داشتید به پزشک خود بگویید.
رنگ به راحتی در عکس اشعهٔ ایکس مشخص می‌شود. با حرکت آن در عروق خونی شما، پزشکتان می‌تواند جریان آن را مشاهده کند و هر گونه انسداد و تنگی را ببیند. بر اساس آن که پزشکتان در طی آنژیوگرافی از راه دست چه چیزی مشاهده کند، ممکن است در همان موقع بار دیگر کاتتر گذاری اضافه ای انجام دهید، مانند بالن آنژیوپلاستی یا استنت گذاری برای بازکردن شریان تنگ شده.